# Jean Luc Dehaene
Jean Luc Joseph Marie Dehaene (Montpellier, Francia, 7 de agosto de 1940 - Quimper, Francia, 15 de mayo de 2014) fue un político belga que desempeñó el cargo de primer ministro de su país entre 1992 y 1999.

## Primeros años y carrera política
Dehaene nació en Montpellier, Francia, cuando sus padres huían de las tropas alemanas. Durante sus estudios en la Universidad de Namur y de la KU Leuven, fue miembro de la Conferencia Olivaint de Bélgica. Se dio a conocer en la política a través de la Algemeen Christelijk Werknemersverbond (ACW), un sindicato que está estrechamente vinculado a la Christelijke Volkspartij (CVP), actual Cristiano Demócrata y Flamenco (CD&V). En 1981, fue Ministro de Asuntos Sociales y Reforma Institucional, hasta 1988, cuando se nombrado primer ministro Adjunto y Ministro de Comunicaciones y Reforma Institucional.

## Como primer ministro

### Primer mandato (1992-1995)
En 1992, Deahene logró formar una coalición de gobierno entre democristianos y socialdemócratas, que se convirtió en uno de los más importantes de Bélgica, dado que transformó con éxito a Bélgica en un estado federal. En marzo de 1993, Dehaene ofreció al Rey la dimisión de su gobierno debido a la existencia de opiniones divergentes sobre la manera de manejar las finanzas públicas. Sin embargo, en una semana, las diferencias se dejaron de lado.
A la muerte del rey Balduino I de Bélgica, su gobierno ejerció la función real hasta que el Príncipe Alberto fue juramentado como el rey Alberto II de Bélgica nueve días más tarde.
En 1994, ordenó la retirada unilateral de las tropas belgas de Ruanda, levantando así la última barrera al genocidio de los tutsis. Durante el interrogatorio de la comisión belga parlamentaria sobre esta decisión, reiteró que no reconocía ninguna excusa sobre la decisión. Él era el principal candidato para sustituir a Jacques Delors como el Presidente de la Comisión Europea, pero en la Cumbre de la Isla Corfú, John Major vetó el nombramiento de Dehaene. El luxemburgués Santer fue designado como un candidato de compromiso.

### Segundo mandato (1995-1999)
Su segundo gobierno también estuvo compuesto por demócratas cristianos y socialdemócratas. Pese a que dicho gobierno vivió varias crisis -en particular el escándalo Dutroux - logró completar la legislatura. Algunas semanas antes de las elecciones de 1999 estalló un escándalo de alimentos y ambos partidos gobernantes perdieron la mayor parte de su apoyo.

## Después de 1999
Después de las elecciones de 1999, Guy Verhofstadt formó el primer gobierno belga sin los democristianos desde 1958. Dehaene permaneció como senador hasta 2001, cuando fue elegido alcalde de Vilvoorde, una ciudad cercana a Bruselas. Para sorpresa de muchos, fue nombrado por Verhofstadt para el cargo de Vicepresidente de la Convención sobre el Futuro de Europa. Con el fin de ofrecer un apoyo a su partido, el democristiano, fue una vez más candidato durante las elecciones de 2003, pero  evidentemente no era con la intención de llegar a ser primer ministro. En junio de 2004, Jean-Luc Dehaene fue elegido para el Parlamento Europeo. En 2003, se le concedió el Premio Vlerick.
Después de las elecciones belgas de 2007, Dehaene fue nombrado mediador en el proceso de formar un nuevo gobierno.

### Dexia
En octubre de 2008 Dehaene, que había sido previamente director de InBev, fue nombrado presidente de Dexia Bank, un banco belga-francés. Con el banco con problemas debido a la crisis financiera, se le pidió que liderara la empresa a través del difícil periodo que describió como «misión imposible». Porque tiene una amplia experiencia política se pensó que podía hacer frente a la percepción negativa de la institución financiera Dexia debido a la crisis financiera. Sus conexiones políticas ayudaron al banco malo de Dexia a lograr garantías de financiación de hasta 90.000 millones de € proporcionadas principalmente por el gobierno belga. En 2012, Dexia Belgium se convirtió en Belfius.